# 喬斯坦·賈德

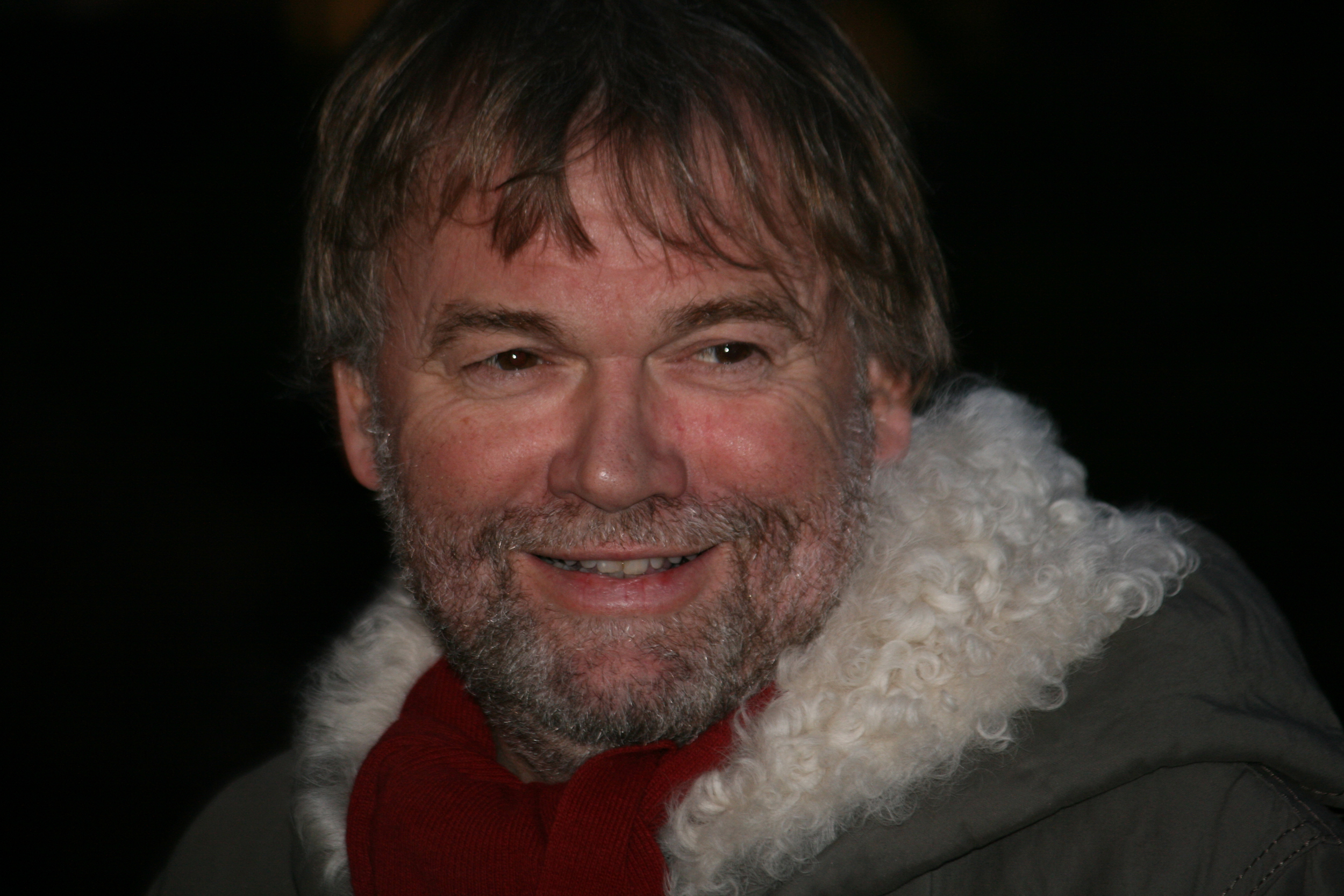
喬斯坦·賈德

喬斯坦·賈德（挪威語發音：[ˈjùːstæɪn ˈɡòːrdər]，1952年8月8日—）是一位挪威小說、兒童文學的作家、知识分子。

## 生平
賈德出生於挪威首都奧斯陸，曾於奧斯陸大學攻讀斯堪的納維亞語言及神學。其後10年在卑爾根教授哲學，於1991年他成為一位全職作家。
他最暢銷的一本小說《蘇菲的世界》是一部哲學史的懸疑小說，已被翻釋的版本有五十三種語言；印刷了2.6亿本，單在德國已出售了三百萬本。

## 獎項
- 挪威文學評論獎（Norwegian Critics Prize for Literature）
- 班卡瑞拉暢銷書作者獎（Premio Bancarella）[1]

## 作品
- 《賈德談人生》（Diagnosen og andre noveller，1986年）
- 《沒有肚臍的小孩》（Barna fra Sukhavati，1987年）
- 《青蛙城堡》（Froskeslottet，1988年）
- 《紙牌的祕密》（Kabalmysteriet，1990年）
- 《蘇菲的世界》（Sofies verden，1991年）
- 《依麗莎白的秘密》（Julemysteriet，1992年）
- 《Bibbi Bokkens的魔法圖書館》（Bibbi Bokkens magiske bibliotek，1993年）
- 《西西莉亞的世界》（I et speil, i en gåte，1993年）
- 《我從外星來》（Hallo? Er det noen her?，1996年）
- 《瑪雅》（Maya，1999年）
- 《主教的情人》（Vita Brevis，1996年）
- 《馬戲團的女兒》（Sirkusdirektørens datter，2001年）
- 《橘子少女》（Appelsinpiken，2003年）
- 《將死》（Sjakk Matt，2006年）
- 《黃色的Dwarves》（De gule dvergene，2006年）
- 《庇里牛斯山的城堡》（Slottet i Pyreneene，2008年）
- 《诺拉的2084》（Anna. En fabel om klodens klima og miljø，2013年）
- 《寂寞傀儡師》（Dukkeføreren，2018年）